# The New Terrance and Phillip Movie Trailer
The New Terrance and Phillip Movie Trailer is aflevering #604 (nr. 83) van de Amerikaanse animatieserie South Park. De aflevering is voor het eerst uitgezonden op 27 maart 2002.

## Plot
Stan, Kyle, Cartman en Butters willen graag de trailer zien van de nieuwe film van Terrance en Phillip. Om verschillende redenen kunnen ze echter nergens televisie kijken.

## Verhaal
Stan, Kyle, Cartman en Butters kunnen niet wachten om de reclame te bekijken van Russell Crowe: Fightin' Round the World, omdat er beloofd was dat dan de trailer van Terrance en Phillips nieuwe film te zien zou zijn, de Canadese tv-helden van de jongens. Eerst gaan ze kijken in Stans huis, alleen krijgen ze last van Stans zus Shelley die een ander programma wil zien. Op een voorwaarde mogen ze kijken; als ze haar tampons halen (haar menstruatie is net begonnen). Ze doen het spelletje: 'Als je naam Butters is moet je gaan' om uit te vechten wie ze gaat halen. Butters verliest uiteraard en hij gaat de tampons halen. Als de overige drie een tijdje zitten te kijken, vindt Cartman dat de kleuren van de tv slecht zijn (waar niets van waar is) en tijdens het sleutelen aan het beeld ontploft de tv.
Nu de tv kapot is gaan ze naar Kyle's huis en bij de deur naar buiten ontmoeten ze Butters weer die de tampons heeft. Ze rennen met z'n vieren naar Kyle's huis, terwijl ze vergeten de tampons aan Shelley te geven. In Kyle's huis zit zijn broertje, Ike, een televisieprogramma dat hij interessant vindt te kijken. Het gaat echter over de oorlog tussen Israël en de Palestijnen. Ze pakken de afstandsbediening af en zetten Russell Crowe's show weer op. Ike vindt dat uiteraard niet leuk en gaat zijn vader halen. Even later komt hij terug met de vader van Kyle en Ike, en vertelt dat Ike hem heeft gezegd dat ze hem van de tv af hebben geschopt. De jongens mogen niet meer kijken en ze besluiten om bij hun kantinemedewerker Chef te gaan kijken, omdat hij net een nieuwe tv heeft. Om onduidelijke redenen kunnen ze niet bij Butters terecht en ook niet bij Cartman omdat er in zijn huis ongedierte zit en het ontsmet wordt.
Bij Chef aangekomen gaan ze tv kijken. Daar zien ze het eerste reclameblok, maar de trailer komt niet. Dan demonstreert Chef de jongens de mogelijkheden van zijn nieuwe tv. Hierbij activeert hij per ongeluk de Human Eradication Mode (H.E.M.), waardoor de tv verandert in een verwoestende robot die de straat op gaat en om zich heen begint te schieten. De jongens gaan naar de bar, maar daar worden ze er weer uitgeschopt omdat ze te jong zijn. Daarna is het bejaardentehuis aan de beurt. Daar zien ze het tweede reclameblok, maar weer geen trailer. Maar dan worden ze weer weggejaagd doordat de bejaarden scheten laten. Ze proberen het dan toch maar bij Cartman thuis (Butters heeft nog eens gezegd dat ze niet bij hem kunnen). Alleen daar stikken ze bijna van de giftige gassen. Noodgedwongen moeten ze ook dit plan opgeven en weer een andere tv zoeken. Ondertussen probeert Chef wanhopig via de helpdesk zijn tv-robot op te laten houden.
Stan herinnert plots dat ze ook thuis een zwart-wit-tv hebben, alleen daar komen ze achter dat Shelley de hele tijd geen tampons heeft gehad. Als ze de deur opendoen worden ze overspoeld met bloed. Kyle ziet een paar zwervers bij een kleine tv, daar gaan ze verder Russell Crowe kijken. Helaas komt de verwoestende robot-tv en schiet een zwerver neer. De jongens moeten wel vluchten en ze raken helemaal in paniek omdat ze nergens meer kunnen kijken. Dan vragen ze waarom ze niet bij Butters kunnen kijken en hij zegt dat dat komt omdat zijn ouders niet thuis zijn en hij geen babysitter heeft. De anderen beseffen dat bij Butters thuis dus al die tijd een onbewaakte tv stond. Ze besluiten dat ze Butters later vermoorden, en gaan naar zijn huis.
Eindelijk komt het derde reclameblok en de trailer. De trailer stelt niets voor, maar toch zijn de jongens enthousiast en barstten in luid gejuich uit. Vervolgens gaat Cartman Clyde bellen om erover te praten en een feestje te bouwen bij hem, met alle vrienden en klasgenoten. Ze kunnen de trailer daar heel veel keer terugzien, want Clyde heeft hem opgenomen.
De aflevering eindigt met Chef, die nog altijd zijn tv-robot probeert te stoppen.